# قضاء الكورة (الأردن)
قضاء الكورة قضاء يقع في لواء الكورة، محافظة إربد في الأردن. ينتمي القضاء للواء الكورة الذي يضم قضاء واحد. يقدر عدد سكانه بـ 161505 نسمة حسب إحصاء 2015.

## الوصلات الخارجية
- دائرة الاحصاءات العامة